# Riley 15/6
Der Riley 15/6 war ein Pkw von Riley.

## Beschreibung
Es war ein Fahrzeug der oberen Mittelklasse, das Riley 1934 als Ergänzung zu den kleineren Modellen herausbrachte.
Alle Modelle hatten einen obengesteuerten Sechszylinder-Reihenmotor mit 1726 cm³ Hubraum und einer Leistung von 51 bhp (37,5 kW). Die beiden Modelle auf kurzem Fahrgestell, Falcon (4-Fenster-Limousine) und Lynx (Tourer), erreichten 136 km/h. Die beiden großen Fließhecklimousinen (6 Fenster) hießen Adelphi und Kestrel.
1938 wurden die Sechszylindermodelle ohne Nachfolger eingestellt.